# Ремейки и сиквелы советских фильмов
Ремейки и сиквелы советских фильмов — киноленты, которые, теоретически повторяют или развивают сюжеты фильмов, снятых в СССР.

## Характеристика
Чаще всего процедуре переделывания подвергаются популярные («культовые») кинокомедии, в особенности таких режиссёров, как Эльдар Рязанов и Леонид Гайдай, и выпускаются под Новый год.
(о ремейке «Джентльменов удачи»): …пример кинематографического «рециклинга наоборот»: если переработка отходов предполагает трансформацию ненужного во что-то полезное, то здесь наблюдается обратный процесс. Как и многие другие ремейки, новая картина, используя известную сюжетную канву и старое название, пытается обновить шутки и остроты, привнеся современный юмор…

### История
После распада СССР в России и странах СНГ начался «новый кинематографический тренд, в рамках которого любимые многими поколениями зрителей советские фильмы обретают продолжения и осовремененные версии». «В 2007 году Тимур Бекмамбетов снял продолжение мелодрамы Эльдара Рязанова „Ирония судьбы, или С лёгким паром!“ — одной из самых культовых отечественных картин, имеющей, не побоимся этого слова, ритуальное значение для огромного количества жителей нашей страны. В 2011-м появился ремейк легендарного „Служебного романа“, опять-таки относящегося к числу главных удач Эльдара Рязанова. Постановщиком новой версии, получившей название „Служебный роман. Наше время“, выступил молодой режиссёр Сарик Андреасян. Интересно, что этим интерпретациям рязановских шедевров предшествовал аналогичный опыт самого Рязанова — в 2006 году 79-летний режиссёр поставил фильм „Карнавальная ночь 2, или 50 лет спустя“, соотносящийся с его собственной классической картиной „Карнавальная ночь“. Нечто похожее предпринял в 2007 году Георгий Юнгвальд-Хилькевич, режиссёр-постановщик знаменитого советского телефильма „Д’Артаньян и три мушкетёра“: вернувшись к романам Александра Дюма, он снял четырёхсерийный сериал „Возвращение мушкетёров, или Сокровища кардинала Мазарини“, в котором, как и в культовой ленте 1978 года, главную роль сыграл Михаил Боярский».
Кассовые сборы большинства из них оказались незначительны, исключением стали фильмы «Ирония судьбы. Продолжение» и «Служебный роман. Наше время».

### Причины
Основных причин создания ремейков и сиквелов, по мнению экспертов, две: ностальгия по прошлому и кризис идей.

#### Ностальгия
«Ностальгическая волна, воссоздающая образы прошлого, так или иначе присутствует в кинематографе многих стран, однако в России этот феномен выражается в эксплуатации не столько знакомых образов, сколько самих советских шедевров». Как отмечают журналисты, «продюсеры все более охотно берутся за ремейки, несмотря на то, что, по отзывам зрителей, новые картины не оправдывают ожиданий. Тех, кто хотел увидеть продолжение или другую версию любимой в молодости картины, не устраивает игра актеров, а также отношение к первоисточнику сценаристов и продюсеров. Основных посетителей кинотеатров — молодёжь в возрасте до 35—40 лет — такие картины, как правило, не интересуют; тем же, кто все-таки решил посмотреть ремейк советского фильма, часто не близки ни конфликт, ни проблематика».

Почему возникает это безумное желание снимать ремейки советских фильмов? Я думаю, это наша общая тоска по тому времени, доброму и хорошему времени, когда была мораль, была идея, были люди, было кино, было то, ради чего все жили. <…> К великому сожалению, времена поменялись. Мы тоскуем по добру и беззаботности, которые были в кино раньше. Очень хочется вернуть прошлое, не Советский Союз как строй, а то отношение между людьми, когда был «человек человеку друг, товарищ и брат». Огромное желание приблизиться к тому доброму кино и хотя бы отчасти вернуть то беззаботное время приводит к тому, что переснимают советское кино. Хотя я, конечно, против ремейков, которые в точности копируют образы героев и шутки, но сделать новый фильм в тех традициях — это неплохо.
— Сергей Безруков
«В России эксплуатируются образы кинематографа сорокалетней давности, эпохи, когда режиссёры научились снимать смешное и близкое большинству кино в обход цензуры, именно тогда в стране создавались шедевры массового кинематографа, не рассчитанного, как правило, на экспорт. Сейчас эти образы могут быть близки и понятны лишь тем, кто хорошо знает первоисточник и помнит время их создания. Чтобы пользоваться успехом у остальной аудитории, картины 70-х нуждаются в „осовременивании“ и адаптации. От того, смогут ли продюсеры новых картин это сделать, зависит как прокатное будущее конкретных картин, так и перспектива эксплуатирования сюжетов советского кинематографа в целом».
Однако аналитики отмечают характерную черту преломления советских героев, связанную с тем, что происходит резкое «снижение» образов: «советские кинокомедии не позволяли никакой неясности в их оценке. В положительные герои они брали только людей, которых было за что уважать. Остальные в лучшем случае могли рассчитывать на характерные роли. А бесхарактерные типы — вообще ни на что рассчитывать не могли. Бесхарактерных типов и их мелкие ссоры друг с другом воспевал комедиограф совсем другого типа, Эльдар Александрович Рязанов. (…) Так вот. Делать на героические советские комедии турбо-„рязановские“ римейки — это что-то типа десталинизации. То есть опускание Евгения Ивановича Трошкина, Семёна Семёновича Горбункова и иже с ними — даже не до уровня Жени Лукашина из „Иронии“, а гораздо ниже. Лукашин был раздолбай и мямля, но, по крайней мере, врач, а не аниматор и не работник „Крупнейшего Рейтингового Агентства“. К сказанному остаётся добавить, что римейки даже собственно „рязановских“ лент демонстрируют не очень радостную для римейкеров тенденцию».

#### Кризис идей
По словам Шахназарова, такого количества ремейков известных фильмов за всю историю отечественного кинематографа еще не было. «Это, в принципе, периодически происходит во всем мире, но такое количество у нас — это, на мой взгляд, симптом скорее тревожный, чем радостный», — отметил он.

Режиссёр, генеральный директор киноконцерна «Мосфильм» Карен Шахназаров считает, что множество ремейков известных советских фильмов, снятое в последнее время, является тревожным симптомом, свидетельствующим о кризисе новых идей в кинематографе.

На вопрос о причинах появления ремейков на экранах эксперты нередко отвечают, что в российском кинематографе наблюдается сценарный кризис. «Глобальный сценарный кризис, а также определенная сентиментальность создателей заставляют многих прославленных режиссёров обращаться к ремейкам».
Олег Иванов, генеральный директор компании Movie Research, говорит: «Понятие сценарного кризиса относится, скорее, к тому, что нет девелопмента проекта, а не к тому, что нет идей. Идей полно, но правильно их разработать и довести до фильма не удается. Ремейки в этом смысле очень просты, потому что зритель про них уже многое знает. Срабатывает эффект любопытства: интересно пойти и увидеть уже известную картину в новом исполнении. Заранее гарантировано большое число зрителей, которые проявят любопытство. При этом, насколько я понимаю, основная часть картин не оправдывает ожиданий. Те, кто приходит с ощущением ностальгии, уходят неудовлетворенными ни современным качеством продукта, ни отношением к фильму-первоисточнику. (…) Сами по себе ремейки могут быть очень разными, и их успех в кинопрокате во многом зависит от жанра конкретного фильма».

### Критика
Как правило, ремейки советских фильмов подвергаются критике:

Мы на семейном совете решили не комментировать это безобразие. Если у нас есть старые картины, которые до сих пор смотрят, то зачем их портить? Я этого не понимаю.
— Нина Гребешкова

Экономический успех фильма с его качеством зачастую никак не связан. Экономический успех таких фильмов связан лишь с популярностью его предшественника, выпускается то сиквел, приквел или ремейк. В Америке ремейк делается только в том случае, если источник оказывается забытым. У нас же почему-то возникает попытка удержать память и ностальгию по старому кино с помощью перевода его в форму, доступную современному зрителю. Я считаю эту попытку порочной, поскольку такая задача — не кинематографическая, а коммерческая. Кино — это не структура памяти, это структура удовольствия и забвения. Когда же мы делаем из каких-то старых фильмов культ, то культ всегда будет превышать любую подделку под него. Потому и появляется впечатление, что фильмы плохи. Воспользоваться успехом, который не просто ушел, а который еще остается успехом для поколений, — порочная идея, ведь ремейк — это нахождение успеха в тот момент, когда успех прошлого фильма уже себя исчерпал.
— Олег Аронсон

Съёмки такого вот римейка — штука глубоко безнравственная. […] Делать на героические советские комедии турбо-«рязановские» римейки — это что-то типа десталинизации. То есть опускание Евгения Ивановича Трошкина, Семёна Семёновича Горбункова и иже с ними — даже не до уровня Жени Лукашина из «Иронии», а гораздо ниже.
— Виктор Мараховский
Российский кинозритель к ремейкам относится с недоверием. По результатам опроса среди городского населения России, проведенного в августе 2012 года исследовательским агентством Romir Movie Research совместно с ведущим журналом о киноиндустрии The Hollywood Reporter, лишь 28 % опрошенных испытывают интерес к отечественным ремейкам. Опрос ВЦИОМ «Нужны ли зрителям продолжения советских фильмов» (2010 год) показал, что большинство россиян не проявляет интереса к фильмам-продолжениям:

50 % россиян не желают видеть вторую часть каких-либо отечественных фильмов. Предложения снять сиквелы культовых советских кинокартин озвучивают лишь 18 %. В первую очередь, это фильмы Л. Гайдая (4 %): «Бриллиантовая рука», «Кавказская пленница», «Операция Ы и другие приключения Шурика», «Иван Васильевич меняет профессию» (по 1 %). 2 % предлагают снять вторую часть кинокартин В. Меньшова: «Москва слезам не верит» и «Любовь и голуби» (по 1 %). Еще по 1 % выразили желание увидеть продолжение фильмов «Семнадцать мгновений весны», «Девчата», «Джентльмены удачи», «Служебный роман» и «Тихий Дон».

## Список
Белым цветом отмечены ремейки, голубым — сиквелы, а розовым — фильмы, сочетающие в себе элементы и того, и другого.
| Год  | Название                                    | Режиссёр                           | Продюсер | Актёры | Бюджет       | Сборы          | Оригинал |
| ---- | ------------------------------------------- | ---------------------------------- | --- | --- | ------------ | -------------- | --- |
| 1943 | Сахара (США)                                | Золтан Корда                       | Г. Д. Браун                                                                                                  | Хамфри Богарт | ?            | 2,3 млн долл.  | Тринадцать (1936) Реж. Михаил Ромм |
| 1943 | Три русские девушки (США)                   | Генри Кеслер, Фёдор Оцеп           | Грегор Рабинович                                                                                             | Анна Стен, Кент Смит |              |                | Фронтовые подруги (1941) Реж. Виктор Эйсымонт |
| 1961 | Путешествие на доисторическую планету (США) |                                    | | |              |                | Планета бурь (1961) |
| 1966 | Кровавая королева (США)                     |                                    | | |              |                | Мечте навстречу (1963) |
| 1992 | Трактористы 2                               | Игорь и Глеб Алейниковы            | | Александр Белявский, Анатолий Кузнецов                                                                                                   | ?            |                | Трактористы (1939) Реж. Иван Пырьев |
| 1993 | Барабаниада                                 | Сергей Овчаров                     | Александр Голутва, Галина Дессертин, Александр Донченко                                                      | Александр Половцев | ?            | ?              | Барабаниада (1980) Реж. Сергей Овчаров |
| 1993 | Крик                                        | Джейхун Мирзоев                    | — | Джейхун Мирзаев, Гаджи Исмаилов, Мелик Дадашев                                                                                           | ?            | ?              | Мачеха (1958) Реж. Абиб Исмаилов |
| 1994 | Курочка Ряба                                | Андрей Кончаловский                | С. Баев | Инна Чурикова, Виктор Михайлов, Александр Сурин, Геннадий Егорычев, Любовь Соколова, Геннадий Назаров                                    | ?            | ?              | История Аси Клячиной, которая любила, да не вышла замуж (1967) Реж. Андрей Кончаловский |
| 1994 | Прохиндиада 2                               | Александр Калягин                  | — | Александр Калягин, Людмила Гурченко | ?            | ?              | Прохиндиада, или Бег на месте (1984) Реж. Виктор Трегубович |
| 1995 | Зимняя вишня 3                              | Игорь Масленников                  | И. Опракудина, Н. Петренко                                                                                   | Елена Сафонова, Виталий Соломин, Ирина Мирошниченко                                                                                      | ?            | ?              | Зимняя вишня (1985) Зимняя вишня 2 (1990) Реж. Игорь Масленников |
| 1995 | Сахара (США, неофиц.)                       | Брайан Тренчард-Смит               | Д. Шин, Б. Коэн, Дж. М. Хэйес                                                                                | Джеймс Белуши | ?            | ?              | Тринадцать (1936) Реж. Михаил Ромм |
| 1996 | Карнавальная ночь 2                         | Евгений Гинзбург                   | Тимур Кабулов                                                                                                | Игорь Угольников, Лариса Шахворостова, Илья Олейников, Юрий Стоянов, Армен Джигарханян                                                   | ?            | телефильм      | Карнавальная ночь (1956) Реж. Эльдар Рязанов |
| 1998 | Ретро втроём                                | Пётр Тодоровский                   | ? | Елена Яковлева, Сергей Маковецкий, Евгений Сидихин                                                                                       | ?            | ?              | Третья Мещанская (1927) Реж. Абрам Роом |
| 1999 | Новые времена на улице Поперечной           | Ивар Селецкис                      | — | Юрис Горнавс | ?            | ?              | Улица Поперечная (1989) Реж. Ивар Селецкис |
| 2000 | Воспоминания о Шерлоке Холмсе               | Игорь Масленников                  | Константин Эрнст                                                                                             | Василий Ливанов, Виталий Соломин, Рина Зелёная, Борислав Брондуков, Алексей Петренко, Сергей Бехтерев, Марина Левтова, Лариса Удовиченко | ?            | телесериал     | Шерлок Холмс и доктор Ватсон (1979) Приключения Шерлока Холмса и доктора Ватсона (1980) Собака Баскервилей (1981) Сокровища Агры (1983) Двадцатый век начинается (1986) Реж. Игорь Масленников |
| 2002 | Небо. Самолёт. Девушка                      | Вера Сторожева                     | Р. Литвинова, Е. Яцура.                                                                                      | Рената Литвинова, Дмитрий Орлов, Михаил Ефремов                                                                                          | ?            | 314 тыс. долл. | Ещё раз про любовь (1968) Реж. Георгий Натансон |
| 2004 | Полный вперёд!                              | Андрей Панин, Тамара Владимирцева  | И. Квирикадзе, К. Шаншиев, Д. Евстигнеев и др.                                                               | Андрей Панин, Сергей Беляев | ?            | телесериал     | Верные друзья (1954) Реж. Михаил Калатозов |
| 2004 | Влюблённые. Фильм второй                    | Эльёр Ишмухамедов                  | Эльёр Ишмухамедов, Антон Малышев, Алишер Усманов                                                             | Родион Нахапетов, Рустам Сагдуллаев, Марианна Вертинская                                                                                 | ?            | ?              | Влюблённые (1969) Реж. Эльёр Ишмухамедов |
| 2004 | Королева бензоколонки 2                     | Александр Кириенко                 | Алексей Терентьев Дмитрий Колесников                                                                         | Ольга Сидорова Клара Новикова Вилле Хаапасало                                                                                            | ?            | ?              | Королева бензоколонки (1962) Реж. Алексей Мишурин Николай Литус |
| 2005 | Коля — перекати поле                        | Николай Досталь                    | Марина Гундорина, Фёдор Попов                                                                                | Андрей Жигалов, Сергей Баталов, Ирина Розанова, Алла Клюка, Анна Овсянникова, Владимир Толоконников, Лев Борисов                         | ?            | ?              | Облако-рай (1990) Реж. Николай Досталь |
| 2006 | Карнавальная ночь 2, или 50 лет спустя      | Эльдар Рязанов                     | Лариса Синельщикова, Андрей Макаров                                                                          | Сергей Безруков, Алёна Бабенко, Людмила Гурченко, Сергей Маковецкий, Мария Аронова, Инна Чурикова, Роман Мадянов, Валентин Гафт          | ?            | телефильм      | Карнавальная ночь (1956) Реж. Эльдар Рязанов |
| 2007 | Ирония судьбы. Продолжение                  | Тимур Бекмамбетов                  | К. Эрнст, Т. Бекмамбетов, А. Максимов и др.                                                                  | Константин Хабенский, Сергей Безруков, Елизавета Боярская, Андрей Мягков, Барбара Брыльска, Юрий Яковлев                                 | 5 млн долл.  | 55,6 млн долл. | Ирония судьбы, или С лёгким паром! (1975) Реж. Эльдар Рязанов |
| 2008 | Розыгрыш                                    | Андрей Кудиненко                   | П. Лунгин, О. Васильева                                                                                      | Иван Алексеев, Евгений Дмитриев | ?            | 1,4 млн долл   | Розыгрыш (1976) Реж. Владимир Меньшов |
| 2008 | 2-Асса-2                                    | Сергей Соловьёв                    | С. Соловьёв, Олег Урушев                                                                                     | Татьяна Друбич, Анна Друбич, Сергей Маковецкий, Александр Баширов, Сергей Бугаев, Сергей Шнуров, Юрий Башмет                             | ?            | ?              | Асса (1987) Реж. Сергей Соловьёв |
| 2009 | Человек с бульвара Капуцинок                | Алла Сурикова                      | А. Сурикова, А. Поташников                                                                                   | Мария Миронова, Елизавета Боярская | ?            | 17 тыс. долл.  | Человек с бульвара Капуцинов (1987) Реж. Алла Сурикова |
| 2010 | Игла Remix                                  | Рашид Нугманов                     | Р. Нугманов                                                                                                  | Виктор Цой, Марина Смирнова, Александр Баширов, Пётр Мамонов                                                                             | ?            | 148 190 долл.  | Игла (1988) Реж. Рашид Нугманов |
| 2010 | Бриллиантовая рука-2                        | Сергей Иванов                      | | Сергей Светлаков, Гоша Куценко, Марат Башаров, Станислав Дужников                                                                        | ?            |                | Бриллиантовая рука (1969) Реж. Леонид Гайдай |
| 2011 | Служебный роман. Наше время                 | Сарик Андреасян                    | Сергей Ливнев, Георгий Малков                                                                                | Светлана Ходченкова, Владимир Зеленский                                                                                                  | 5 млн долл.  | 14,6 млн долл. | Служебный роман (1977) Реж. Эльдар Рязанов |
| 2012 | Джентльмены, удачи!                         | Александр Баранов, Дмитрий Киселёв | Т. Бекмамбетов, С. Стромилова, А. Ремизова и др.                                                             | Сергей Безруков, Гоша Куценко | 5 млн долл.  | 9,8 млн долл.  | Джентльмены удачи (1972) Реж. Александр Серый |
| 2013 | Ку! Кин-дза-дза (мультипликационный фильм)  | Георгий Данелия, Татьяна Ильина    | С. Сельянов, К. Эрнст, Л. Ярмольник и др.                                                                    | Николай Губенко, Иван Цехмистренко, Андрей Леонов, Алексей Колган, Александр Адабашьян, Георгий Данелия, Игорь Кваша                     | 140 млн руб. | 25 млн руб.    | Кин-дза-дза! (1987) Реж. Георгий Данелия |
| 2013 | Я люблю Новый год (Индия, неофициальный)    | Радхика Рао, Винай Сапру           | Б. Кумар, К. Кумар                                                                                           | Санни Деол, Кангана Ранаут, Прем Чопра                                                                                                   | ?            | ?              | Ирония судьбы, или С лёгким паром! (1975) Реж. Эльдар Рязанов |
| 2013 | Привет от «Катюши»                          | Константин Статский                | Рубен Дишдишян, Арам Мовсесян                                                                                | Александр Устюгов, Тимофей Трибунцев, Анатолий Гущин                                                                                     | ?            | ?              | Отряд особого назначения (1978) Реж. Вадим Лысенко |
| 2013 | Не бойся, я с тобой! 1919                   | Юлий Гусман                        | Ю. Гусман, Т. Вайнштейн                                                                                      | Полад Бюльбюль оглы, Лев Дуров, Мухтарбек Кантемиров                                                                                     | ?            | ?              | Не бойся, я с тобой (1981) Реж. Юлий Гусман |
| 2014 | Весёлые ребята                              | Алексей Баброб                     | Валерий Тодоровский, Максим Коропцов                                                                         | Иван Дорн, Екатерина Шпица | ?            | 150 728 долл.  | Весёлые ребята (1934) Реж. Григорий Александров |
| 2014 | Кавказская пленница!                        | Максим Воронков                    | Максим Воронков Валерий Глухов                                                                               | Дмитрий Шаракоис Настя Задорожная Геннадий Хазанов                                                                                       | 3 млн долл.  | 180 тыс. долл. | Кавказская пленница, или Новые приключения Шурика (1968) Реж. Леонид Гайдай |
| 2014 | Ещё один год                                | Оксана Бычкова                     | Николай Бородачёв, Михаил Розенцвейг, Василий Шильников                                                      | Надежда Лумпова, Алексей Филимонов, Наталья Терешкова                                                                                    | ?            | 1,8 млн руб.   | С любимыми не расставайтесь (1979) Реж. Павел Арсенов |
| 2014 | Белые Росы. Возвращение                     | Александра Бутор                   | | Николай Караченцов, Юозас Будрайтис, Андрей Мерзликин                                                                                    | ?            | ?              | Белые Росы (1983) Реж. Игорь Добролюбов |
| 2019 | Подкидыш                                    | Сергей Васильев                    | Сергей Зернов, Игорь Лопатёнок                                                                               | Малика Лапшина, Инга Оболдина, Сергей Маковецкий, Павел Баршак, Юлия Топольницкая, Виктор Логинов                                        | ?            | ?              | Подкидыш (1939) Реж. Татьяна Лукашевич |
| 2020 | Зелёный фургон                              | Сергей Крутин                      | Сергей Сендык,Тимур Абдуллаев                                                                                | Дмитрий Харатьян, Семён Трескунов, Валерий Кухарешин                                                                                     | ?            | ?              | Зелёный фургон (1983) Реж. Александр Павловский |
| 2023 | Иван Васильевич меняет всё                  | Михаил Семичев Роман Ким           | Тина Канделаки Аркадий Водахов Борис Ханчалян Марина Разумова Александр Метрик Андрей Шелков Максим Ткаченко | Тимур Батрутдинов Демис Карибидис Марина Кравец Максим Лагашкин                                                                          | ?            | ?              | Иван Васильевич меняет профессию (1973) Реж. Леонид Гайдай |
|      |                                             |                                    | | |              |                | |

К выходу на российские экраны к концу 2019 года готовился ремейк фильма «Иван Васильевич меняет профессию» под названием «Василина Ивановна меняет профессию» (в главной роли — Максим Галкин, сценарий Андрея Курейчика).
Имелась информация о перезапусках фильмов «Белое солнце пустыни» (приквел по сценарию Рустама Ибрагимбекова), «Волга, Волга» (идея Валерия Тодоровского), «Влюблён по собственному желанию», «Тайна Снежной королевы», очередном воплощении «Человека-амфибии» под руководством Сергея Бодрова-старшего.
В ноябре 1988 года «Одесская киностудия» объявила конкурс ремейков советских фильмов по отбору сценариев художественных фильмов для осуществления проекта «История — новый взгляд» — в число прототипов вошли «Тринадцать», «История Аси Клячиной, которая любила, да не вышла замуж» и продолжение телефильма «Ирония судьбы, или С лёгким паром!». В процессе съемок на Украине не первый год[уточнить] находится продолжение фильма «Мы из джаза».

### Новые экранизации
В список не включены фильмы, формально не являющиеся ремейками советских картин, а снятые по книгам. Такие фильмы подсознательно могут восприниматься как «ремейки».
- Сорок первый (1956) — Сорок первый (1927)
- Айболит-66 (1966)
- Неуловимые мстители (1966) — Красные дьяволята (1923)
- Остров сокровищ (1971)
- Приключения Буратино (1975)
- 12 стульев (1976)
- Инкогнито из Петербурга (1977)
- Остров сокровищ (1982)
- Зелёный фургон (1983); вторая экранизация получила продолжение в 2020-м году в виде телесериала
- Вы чьё, старичьё? (1988) — Вы чьё, старичьё? (1982)
- Тихий Дон (сериал, 1992—2006)
- Мечты идиота (1993), экранизация романа «Золотой телёнок» об Остапе Бендере
- Настя (1993) — Происшествие, которого никто не заметил (1967)
- Ревизор (1996)
- Звезда (2002)
- Двенадцать стульев (2005)
- А зори здесь тихие (сериал, 2005)
- Человек-амфибия (2005)
- Золотой телёнок (сериал, 2006)
- Ведьма (2006)
- Исчезнувшие (сериал, 2009) — «Обратной дороги нет» (1970)
- Дорогой мой человек (сериал, 2011)
- Лето волков (2011) — «Тревожный месяц вересень» (1976)
- Три мушкетёра (2013)
- Шерлок Холмс (сериал, 2013)
- Вий (2014)
- Территория (2015)
- А зори здесь тихие (2015)
- Дорога на Берлин (2015) — Двое в степи (1962)
- Тихий Дон (сериал, 2015)
- 12 месяцев. Новая сказка (2015) — Двенадцать месяцев (1972)
- Гоголь. Вий (2018)
- Крик тишины (2019) — Зимнее утро (1967)
- Угрюм-река (2021) — Угрюм-река (1968)
- Противостояние (2024) — Противостояние (1985)

### Продолжения экранизаций
Продолжения многосерийных экранизаций литературных произведений, начатых в советское время.
- Мушкетёры двадцать лет спустя (1992)
- Тайна королевы Анны, или Мушкетёры тридцать лет спустя (1993)
- Возвращение мушкетёров, или Сокровища кардинала Мазарини (2009)
- Гардемарины III (1992)
- Гардемарины 1787. Мир (2020)
- Гардемарины 1787. Война (2023)

планируемые сиквелы:
- Ремейк фильма «Слово для защиты»[19]

### Музыкальные фильмы
Популярные песни из советских фильмов постоянно исполняются современными артистами. Выходят новогодние шоу, в том числе с участием героев оригинальных фильмов. Среди них стоит отметить:
- 1995—1997, 2000: 4 фильма серии «Старые песни о главном»;
- 2004, 2005: «Неголубой огонёк» и «Неголубой огонёк 2»;
- 2005: «Первая ночь с Олегом Меньшиковым»;
- 2005: фильм «Первый Скорый»;
- 2006: фильм «Первый дома»;
- 2011: шоу «Очень новый год»
- 2022: "СамоИрония судьбы"
- 2023: "Иван Васильевич меняет всё!"

### Фильмы, созданные под влиянием советских
В 2004 году был выпущен сериал «Возвращение Мухтара». Выпуск был приурочен к 40-летию советского фильма 1964 года «Ко мне, Мухтар!», главным героем которого также выступала восточноевропейская овчарка Мухтар. В сериале воспроизведены сцены фильма 1964 года и постоянно используется фраза «Ко мне, Мухтар!».
Фильм 2016 года «Экипаж», по заявлениям создателей, не является ремейком одноимённого советского фильма 1979 года, хотя в нём используется аналогичная тема авиакатастрофы и некоторые сюжетные элементы оригинального фильма.
Фильм 2016 года «Убежать, догнать, влюбиться» изначально представлял собой второй ремейк ленты «Кавказская пленница, или Новые приключения Шурика», однако впоследствии стал самостоятельным фильмом, сохранив от оригинала лишь отдельные сюжетные мотивы.

## Документальные фильмы о советском кино
Вышло множество документальных фильмов о создании советских фильмов и о биографиях создателей фильмов. В большинстве из них приняли участие советские звезды. Среди документальных фильмов:
- цикл фильмов «Неизвестная версия»;
- цикл передач «Тайны нашего кино» («Тайны советского кино»);
- цикл передач «Истории и легенды Ленфильма»;
- многие выпуски серии «Живая история» посвящены советским фильмам и их создателям;
- цикл документальных телевизионных передач по истории СССР и России «Намедни 1961—2003: Наша эра» в котором в том числе рассказывается о самых значимых фильмах соответствующих лет;